# Joan II de Tessàlia
Joan II de Tessàlia o Joan II Àngel-Comnè Ducas, fou el darrer governant de Tessàlia de la dinastia Àngel-Comnè, regió que li fou confiada a la mort del seu pare, Constantí I.
A a seva mort el territori de Joan II va quedar repartit entre l'Imperi Romà d'Orient, els magnats locals i els catalans, que van fundar el Ducat de Neopàtria.

## Regència de Guy de la Roche
Joan II era fill de Constantí de Tessàlia i de la seva esposa Anna Euagionissa. Va succeir el seu pare quan encara era un nen, l'any 1303. Els magnats de Tessàlia van escollir com a regent un cosí del seu pare, el duc d'Atenes Guy II de la Roche. El duc de seguida va establir el seu protectorat a Tessàlia i va nomenar com a batlle a Antoni el Flamenc. Guy era fill del duc Guillem II de la Roche i d'Helena Comnè, filla del seu avi Joan I de Tessàlia.
La selecció del duc d'Atenes com a regent va resultar oportuna i fortuïta. Anna Cantacuzena, la regent del dèspota de l'Epir Tomàs I Àngel havia envaït Tessàlia, però amb l'arribada de les forces de Guy es va veure obligada a retirar-se. Guy no va tenir tanta sort quan es va enfrontar a la Gran Companyia Catalana que va envair Tessàlia el 1306 i van estar devastant la regió durant uns tres anys.
Per aquesta època, l'esposa de l'emperador Andrònic II Paleòleg, Violant-Irene de Montferrat, va abandonar el seu marit perquè es negava a repartir feus entre els seus fills, com era costum a l'Europa occidental, i es va instal·lar a Tessalònica.

## Majoria d'edat
El 1308 Guy va morir de càncer i Joan II va ser declarat major d'edat, però es va trobar que el nou duc d'Atenes, Gualter V de Brienne volia continuar amb la possessió del protectorat. Per tal de superar la resistència de Joan, Gualter va llogar la Companyia Catalana i el van amenaçar. Com que no cedia, Gualter va decidir prendre el territori per la força. Els catalans van assetjar Tessalònica però no la van conquerir, van guanyar moltes fortaleses però, trencant el pacte, no les van cedir a Gualter sinó que se les van quedar per al seu propi control. Amoïnat per les conseqüències d'aquesta desobediència, Gualter es va girar contra ells, però els catalans van envair llavors el Ducat d'Atenes (1310). Quan els dos exèrcits es van enfrontar, Gualter fou derrotat i mort a la batalla del Cefís el 1311.
Mentre la Companyia Catalana avançava per Beòcia, Àtica i la costa del golf de Corint, Joan II va poder exercir més control sobre Tessàlia. Els magnats locals no li van fer gaire costat doncs ja s'havien acostumat a una descentralització del poder. Joan va provar de reforçar la seva posició fent un acostament a l'Imperi Romà d'Orient i es va casar el 1315 amb Irene Palaiologina, una filla il·legítima de l'emperador Andrònic II Paleòleg. Aquest, a canvi, li va reconèixer el títol de sebastocràtor; fins i tot refiava obtenir suport militar de l'Imperi Romà d'Orient per lluitar contra els catalans, però Joan va morir el 1318 sense haver deixat hereus.
A la mort de Joan II, la major part de nord-oest de Tessàlia va quedar sota el control del magnat Esteve Gabrielopoulos, mentre que el territori al sud al voltant de Neopàtria va quedar en possessió dels catalans, els quals en fan fer el seu principat, el Ducat de Neopàtria.